# Костел Серця Ісуса (Олександрівка)
Костел Серця Ісуса — костел у селі Олександрівка Курманського району АР Крим.

## Історія
Був побудований в 1909—1910 роках католицькою общиною з чеських та німецьких поселенців.
З 1932 року костел не використовується. За радянської влади використовувався як клуб, потім був переобладнаний в склад зерна, потім в склад добрива.
Зараз будівля знаходиться в занедбаному стані та фактично не охороняється, хоча після трагічного інциденту, коли з даху впала дитина, були встановлені решітки які наразі вже є пошкодженими.
У 2015 році з даху впав 12-річний підліток.

## Галерея

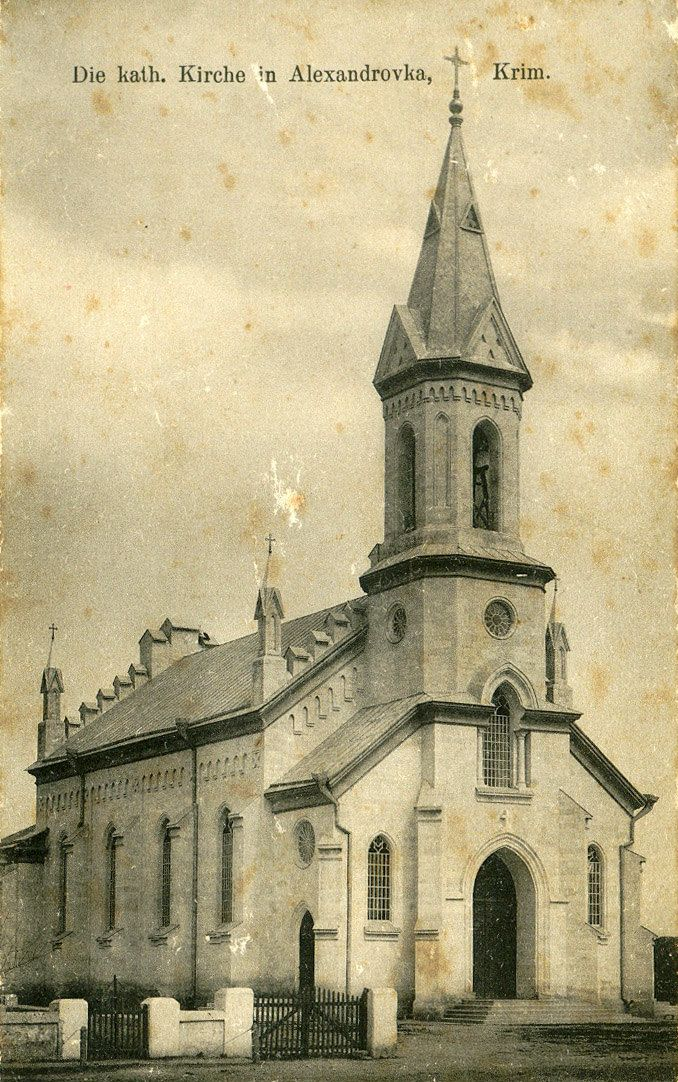
Поштова картка 1913 року
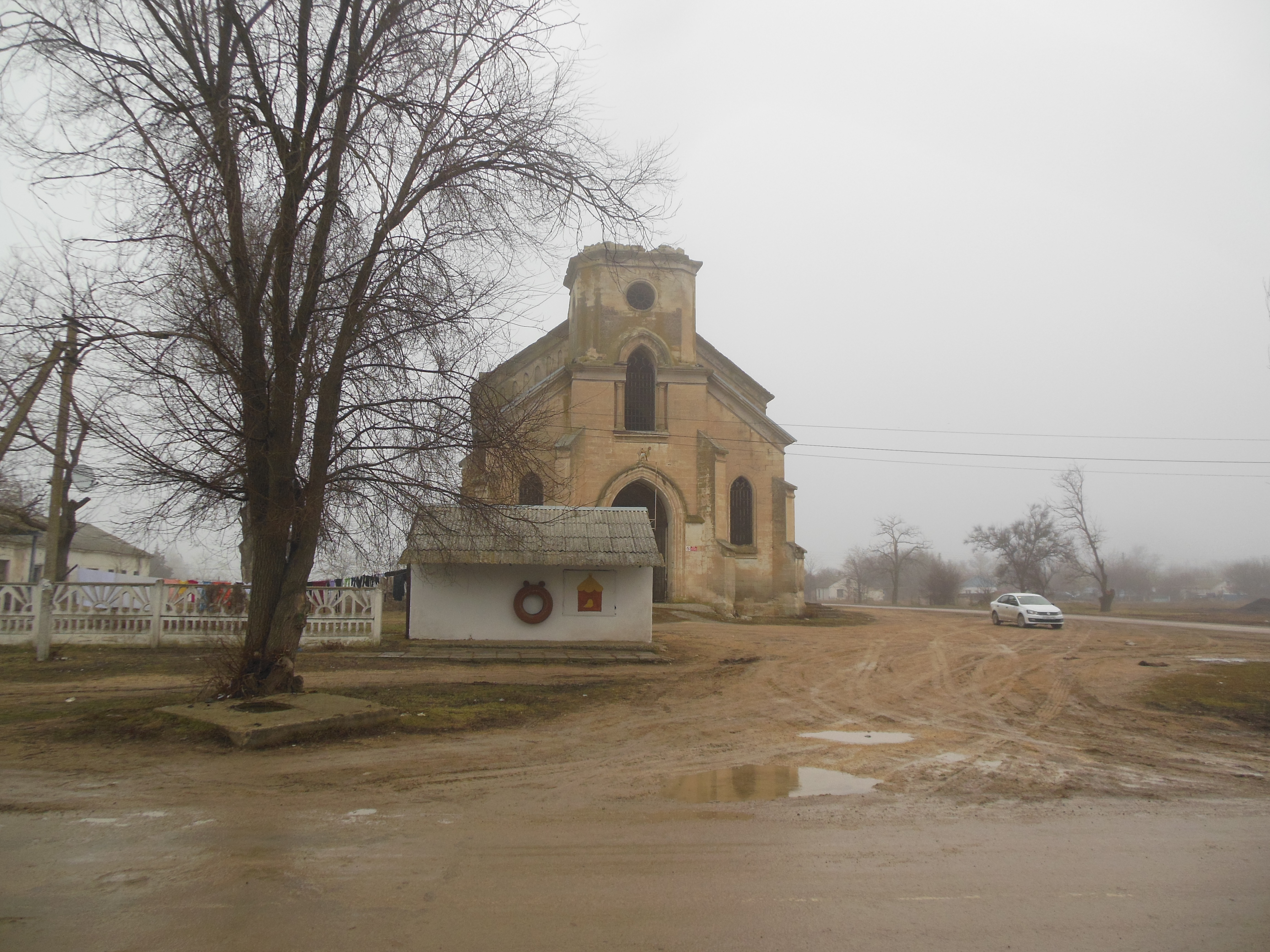
Костел, 2017 рік
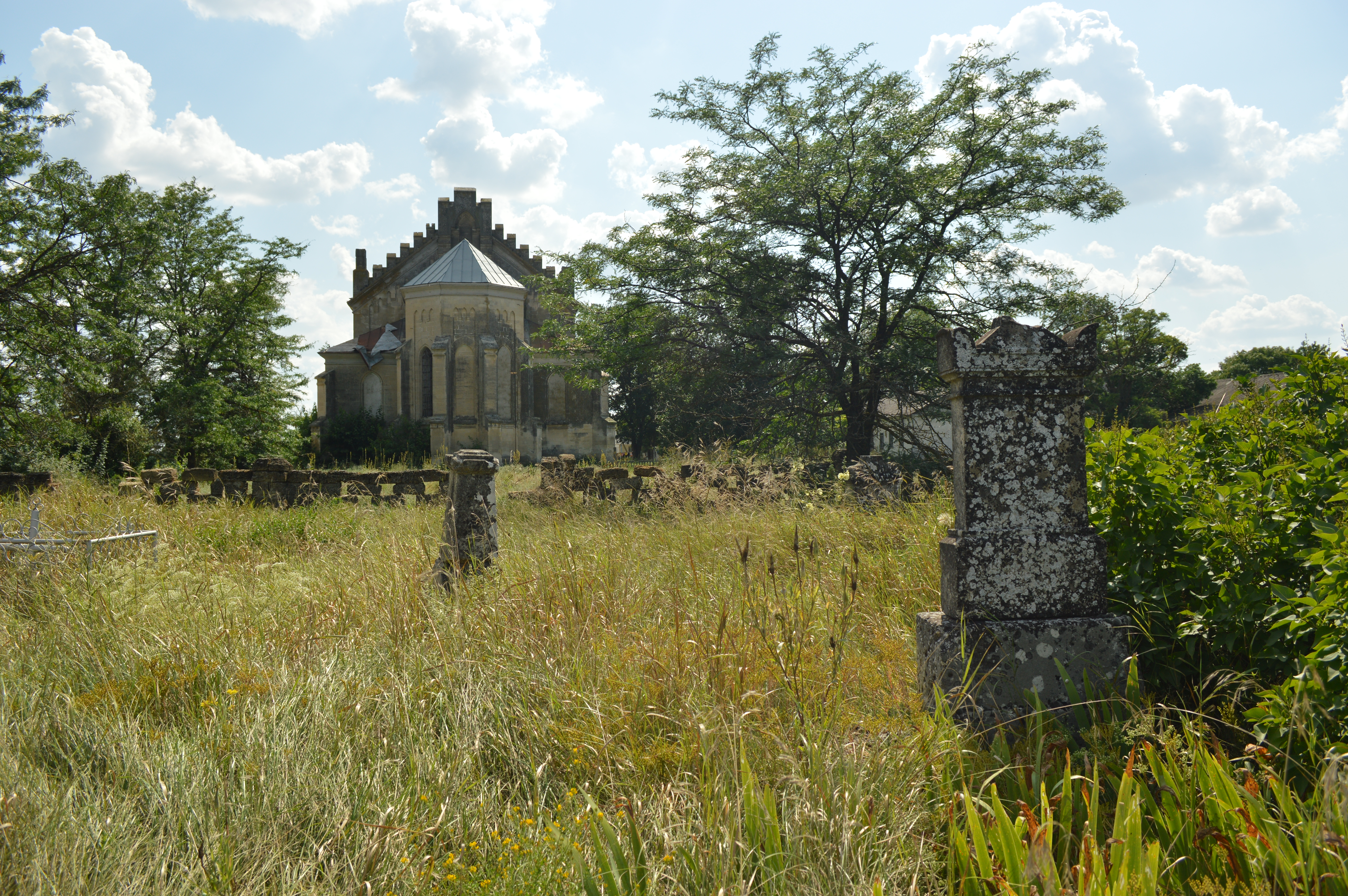
Вид на костел з боку старого цвинтаря
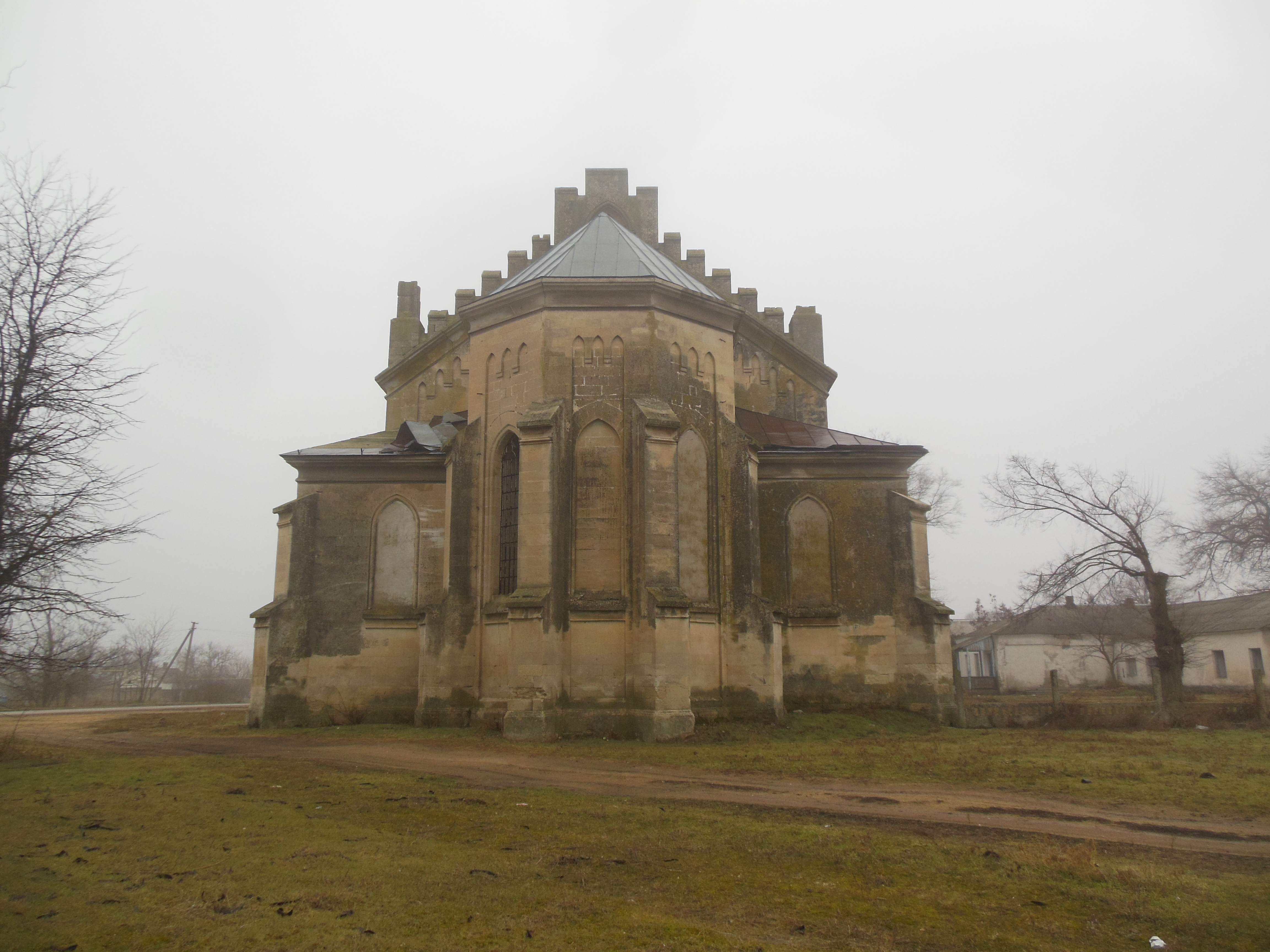
Костел, 2017 рік
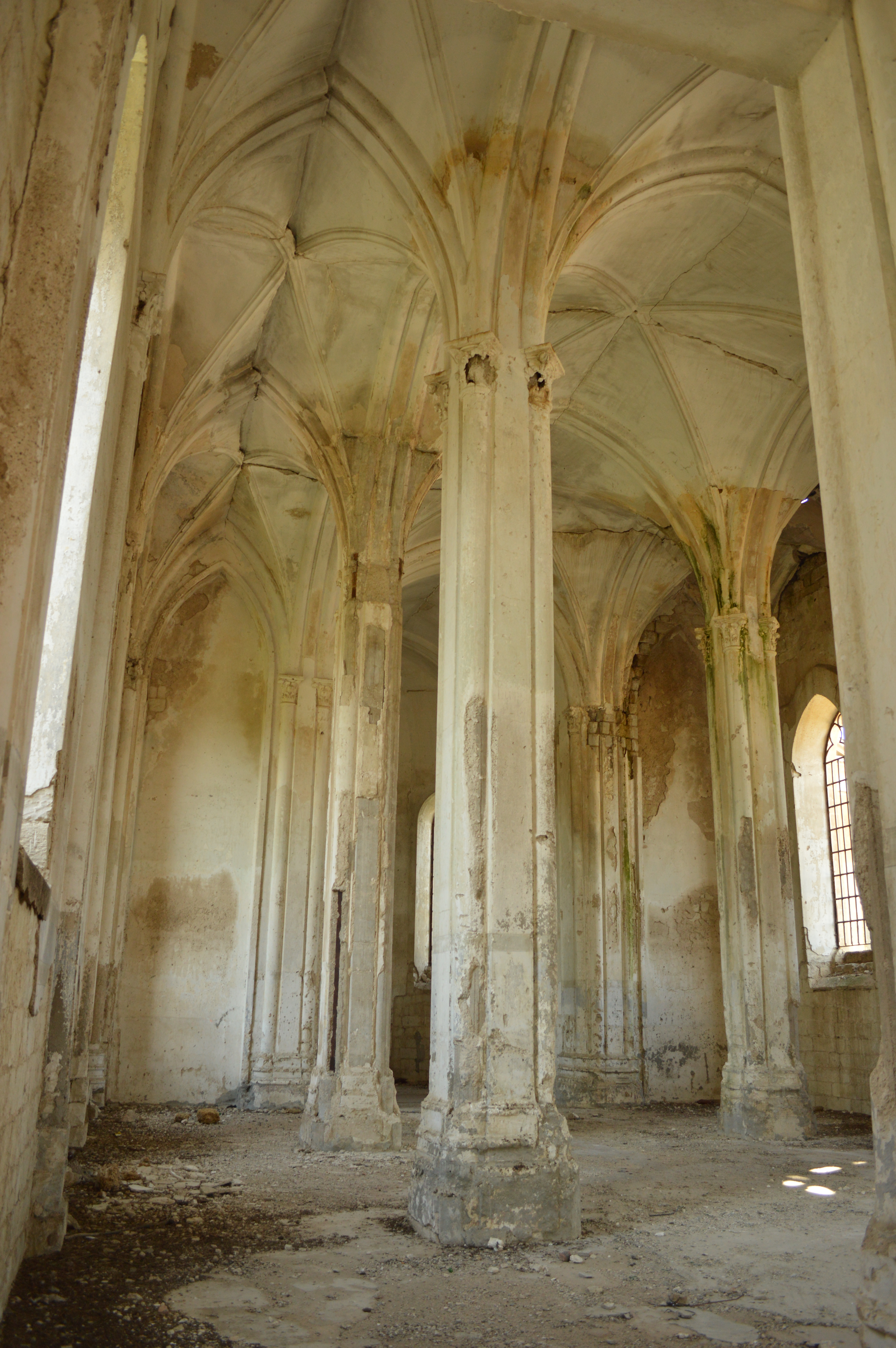
Костел всередині